# Mike Murphy (présentateur)
Pour les articles homonymes, voir Michael Murphy.
Michael James Murphy (né le 20 octobre 1941 à Dublin) est un animateur de radio et de télévision irlandais.

## Carrière
Murphy travaille comme drapier dans une boutique de draperie de Dublin, avant de trouver un emploi chez Castrol. Il s'implique ensuite dans le théâtre avec la Dublin Shakespeare Society et écrit des scénarios pour des programmes sponsorisés sur Radio Éireann. Il rejoint la Brendan Smith Academy of Acting à Dublin, cet école l'emmène dans toute l'Europe. Il joue un petit rôle dans La Fille aux yeux verts, film  adapté du roman d'Edna O'Brien. Cela l'amène à jouer d'autres rôles dans un certain nombre de films de la nouvelle société Telefís Éireann.
Tom McGrath introduit Mike Murphy à RTE. Murphy commence sa carrière dans la radiodiffusion en tant qu'annonceur avec RTÉ Radio en 1965. En 1968, il établit sa réputation d'annonceur et de présentateur de radio. Il commence à présenter à la télévision, en commençant par une série d'une émission de musique pop The Go-Two Show, et en remplissant le rôle d'annonceur dans le jeu télévisé Jackpot. En 1969, il rejoint la salle de rédaction de RTÉ en tant qu'annonceur sportif.
Sa grande percée à la télévision a lieu en 1971 lorsqu'on lui demande de présenter le National Song Contest, le concours de la sélection de l'Irlande au Concours Eurovision de la chanson. Il anime régulièrement le Castlebar Song Contest. Cela l'amène à créer sa propre émission de variétés, The Likes of Mike. De 1972 à 1977, puis de nouveau en 1979 et 1988, Murphy est le commentateur régulier du Concours Eurovision de la chanson auprès des téléspectateurs de RTÉ. En outre, il présente le National Song Contest entre 1971 et 1972 et de 1974 à 1979, puis en 1981 et 1982 et de nouveau en 1986.
Il présente un programme de voyage intitulé Murphy’s America, puis l’émission dérivée Murphy’s Australia. On lui demande ensuite de présenter Morning Call à la radio. Entre 1979 et 1982, il présente sa propre émission du vendredi soir, The Live Mike, qui est un succès et dure trois saisons. Murphy remporte quatre Jacob's Awards. Il reçoit le premier en 1978 pour Murphy's America. Un an plus tard, The Live Mike lui rapporte un deuxième trophée. Son troisième prix est en 1988 pour sa série Murphy's Australia. Pendant ce temps, en 1980, son émission Morning Call sur RTÉ Radio permet à Murphy de remporter un Jacob's Radio Award. Il présente aussi le quiz télévisé Murphy's Micro Quiz-M.
En 1988, il commence à présenter The Arts Show sur RTÉ Radio 1, et en 1990, le jeu télévisé du samedi soir, Winning Streak. À cette époque, Murphy est le visage de la promotion Warner Gift Portfolio de Warner Bros. Home Entertainment au Royaume-Uni et en Irlande. En 2000, il prend sa retraite de la radio et fait l'objet la même année d'une édition spéciale hommage de The Late Late Show. Il donne sa dernière émission de radio en tant que présentateur de The Arts Show cette année-là et continue à présenter Winning Streak jusqu'en 2001, date à laquelle il prend sa retraite de la télévision.
Entre 2001 et 2011, il prend une pause dans la radiodiffusion pour se concentrer sur le développement immobilier, tout en continuant à apparaître dans les médias pendant cette période. Une série documentaire en deux parties, The Lives of Mike, est diffusée en 2008. La série se concentre sur le rôle de Murphy dans The Live Mike.
En 2011, Murphy revient à la radio en présentant une nouvelle émission intitulée The Big Interview, dans laquelle il rencontre des personnes qui ont eu un impact significatif sur l'Irlande.
En 2012, il présente l'émission artistique Masterpiece: Ireland's Favourite Painting, ; Murphy reproche à RTÉ d'avoir diffusé l'émission après Prime Time, à 22 h 15 sur RTÉ One.
En décembre 2015, Mike Murphy revient avec une nouvelle émission intitulée Play It By Year sur RTÉ One, un nouveau quiz sur des images d'archives. L'émission est diffusée en quatre parties à Noël 2015 sur RTÉ One, du dimanche 27 décembre au mercredi 30 décembre 2015.

## Vie privée
Mike Murphy est l'aîné des cinq enfants de Ned et Kitty Murphy. Il fait ses études à l'école nationale de Saint-Louis, au Terenure College, à Synge Street CBS et au Coláiste Mhuire.
Murphy et sa première épouse, Eileen, divorcent en 1995. Ils ont quatre enfants. Il épouse en 1998 Ann Walsh, sa productrice sur The Arts Show.
En mai 2001, Murphy subit une opération cardiaque, un triple pontage.
Murphy s'intéresse aux arts et au développement immobilier. Il devient directeur exécutif de Harcourt Developments, une société immobilière fondée par Pat Doherty, avec des intérêts dans toute l'Irlande, la Grande-Bretagne, les Caraïbes et les États-Unis. Il est responsable du marketing, ce poste lui permet d'avoir une collection. Le 28 mars 2011, Murphy annonce qu'il démissionne de Harcourt Developments.